# Hybomitra bimaculata
Hybomitra bimaculata är en tvåvingeart som först beskrevs av Macquart 1826.  Hybomitra bimaculata ingår i släktet Hybomitra och familjen bromsar. Arten är reproducerande i Sverige. Inga underarter finns listade i Catalogue of Life.